# Meteorologiåret 1850
Meteorologiåret 1850

## Händelser

### Januari
- 29 januari - En snöstorm rasar i Sverige under den så kallade "yrväderstisdagen" eller "urvädersnatten", vilken främst slår till mot Östergötland.[1]

### Juni
- 18 juni - Hårda hagelskurar härjar vid Mississippifloden i USA.[2]